# Marcy Avenue (métro de New York)
Marcy Avenue  est une station aérienne du métro de New York située dans le quartier de Williamsburg, à Brooklyn. Elle est située sur la BMT Jamaica Line, issue de l'ancien réseau de la Brooklyn-Manhattan Transit Corporation (BMT). Sur la base de la fréquentation, la station figurait au 132e rang sur 421 en 2012.
Au total, trois services y circulent :
- les métros J y transitent 24/7 ;
- les métros M ne s'y arrêtent qu'en semaine (hors nuit) ;
- la desserte Z y transite durant les heures de pointe dans la direction la plus encombrée.